# 臺灣石鮒
臺灣石鮒（学名：Paratanakia himantegus），又名革條田中鰟鮍、牛屎鯽仔、副彩鱊、革條副鱊，為輻鰭魚綱鯉形目鱊科的其中一種。

## 分布
本魚分布於台灣及中國淡水流域。

## 深度
水深0至5公尺。

## 特徵
本魚體側扁，呈卵圓形；具1對短鬚。體色為銀灰色，鱗片大。雌雄於尾鰭中央末端皆有一往前延伸之黑色縱帶，雄魚的體色較為鮮豔，背鰭與臀鰭末端明顯呈紅、黑兩色，眼部上緣亦呈紅色；繁殖季時雄魚吻端左右各會出現一個白色的追星，而雌魚則具有細長的產卵管。體長可達8公分。

## 生態
本魚為初級淡水魚，棲息於低海拔平緩處之池沼或溝渠。屬雜食性，以小型底棲動植物為食，仰賴背角無齒蚌生存。繁殖季時雌魚會由細長的產卵管將卵產在其圓形的蚌殼及斧足中的隙縫，卵受精後於內孵化。雄魚為爭奪圓蚌有強烈的領域行為。

## 經濟利用
不供食用，可作為觀賞魚。